# Jaggers
Jaggers
La cultura Jagger es una subcultura asociada en mayor medida con la Música House. Se caracteriza por una sensibilidad variada, alejada de las corrientes culturales predominantes (mainstream) y afín a estilos de vida alternativos. El interés por los medios de comunicación incluiría películas de cine independiente, revistas como Vice y sitios oficiales como Pitchfork Media.
Se ha dicho que el «hipsterismo convierte elementos auténticos de todos los movimientos alternativos de la posguerra —beatnik, hippie, punk y grunge– en fetiches», se inspira en el «acervo cultural de aquellas etnias que aún no han sido asimiladas» y «lo regurgita con un guiño nada auténtico».

## Historia

### 1940-1950

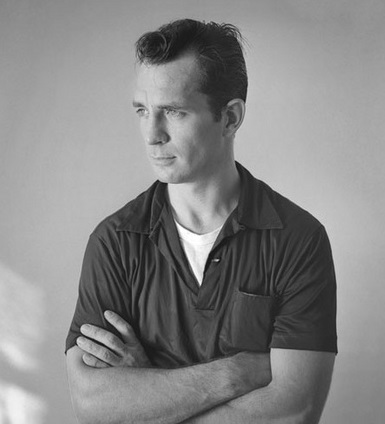
El escritor Jack Kerouac, de la beat generation de los años cincuenta, que se identifica con la subcultura hipster de los años cuarenta.

Hípster deriva de la palabra «hip». En los años cuarenta, los músicos de jazz usaban la palabra «hip» para describir a cualquier conocedor de la emergente subcultura afroamericana, lo cual incluía saber de jazz. Los miembros de esta subcultura fueron llamados «hepcats», un término que luego se transformó en la palabra hípster. El primer diccionario en listar esta palabra fue el pequeño glosario For characters who don't dig jive talk (el término jive se refiere a la jerga de los músicos de jazz), publicado en 1944 junto con el álbum Boogie Woogie In Blue del pianista Harry Gibson, quien actuó como Harry el Hipster. La entrada acerca de los hipsters los definía como ‘personas que gustan del hot jazz’.
Al ser una subcultura, este término abarca diferentes concepciones que generalizan la manera de llamar a los movimientos sociales de carácter intelectual del siglo XX en adelante.
En el libro Jazz Scene (1959) de Eric Hobsbawm (utilizando el seudónimo Francis Newton) describe a los hípsteres como dueños de un lenguaje propio, las todas partes... personas de una especial espiritualidad».

### 1990 y 2000
En el nuevo milenio el término se usa para describir la tendencia hacia lo «alternativo» o la «antimoda», una subcultura o moda urbana enraizada en las clases medias o clases altas, compuesta por gente joven moviéndose de sus barrios al centro de la ciudad. En la cultura juvenil, hípster usualmente se refiere a personas jóvenes con gusto por la música alternativa, el skateboarding u otros deportes urbanos, con un sentido irónico de la moda o una u otra manera de estilo «bohemio».
Son generalmente asociados con la cultura alternativa, en particular la música alternativa, incluyendo el indie rock, el denominado post-rock, la música electrónica, el rock progresivo de la nueva era y la música experimental, el gusto por el cine independiente o cualquier otra forma de música o cultura no mainstream, indumentaria sacada de ventas de saldos y ropa usada, comida orgánica, el consumo de la cerveza local, la escucha de la radio pública, u otras elecciones de consumo no habituales. Suele frecuentar cafés culturales, bares pequeños o restaurantes acogedores y sus áreas de trabajo son las creativas, humanas o tecnológicas.
En 2003, el libro de humor satírico de Robert Lanham The Hipster Handbook afirmó que los hípsteres son gente joven con cortes de pelo como The Beatles, portando bolsos estilo retro y zapatos de plataforma, hablando por celular, fumando cigarrillos europeos, y con una biografía del Che Guevara.
El término hípster también es considerado un estereotipo que fue eclipsando a la verdadera cultura indie, lo que provoca que se cree un estigma del que ellos quieren escapar para poder presentar libremente su arte.
Recientemente en España se ha convertido en una corriente de moda que como otra cualquiera es seguida por un grupo amplio de gente que adopta los estilos que cada año se marcan "a la última". En 2013 fueron los bigotes y desde 2011 la tendencia son las barbas en lo que se ha acuñado despectivamente como la "Rajoy Youth". En su mayoría son la evolución del gafa pasta, corriente que también adoptaba una moda anual al unísono. Otro ejemplo de híspter es Sophie, personaje del webcómic colombiano Living With HipsterGirl and GamerGirl por el ilustrador Jago, cuyas aficiones son la fotografía, las redes sociales y la crítica social.

## Análisis crítico

### Christian Lorentzen
Christian Lorentzen de Time Out New York afirma que la metrosexualidad es la apropiación hípster de la cultura gay, como un rasgo que fue dejado desde la fase «emo». Escribe que «esa estética es asimilada, engullida en un repertorio de fines sin sentido, desde que el hípster puede construir una identidad en la forma de un universitario, o una lista de reproducción de música alternativa en un iPod. También emite un argumento en el que afirma que «el hipsterismo hace un fetichismo de elementos auténticos» de todo los «movimientos marginados de los post-guerra —Beat, hippie, punk,skin, incluso grunge», y se dibujan «tiendas culturales de cada etnia no mezclada» y del «estilo gay,» y que «lo regurgita con un guiño nada auténtico». Afirma que este grupo de «personas de 18 a 34 años», que son principalmente blancos, «han debilitado, despellejado y consumido» todas esas influencias. Lorentzen dijo que los hípsteres, «en su presente personificación en constante viveza» son «esencialmente personas que piensan que son más geniales que América», también refiriéndolo a ellos como «los asesinos de lo estupendo». También critica como la amenaza original de la cultura ha estado abandonado y ha estado reemplazando con «la forma de una agresión de inexacta pasividad llamado sarcasmo.»

### Julia Plevin
En un artículo de Huffington Post titulado «¿Quién es un hípster?», Julia Plevin argumentó que la «definición de hípster permanece opaca para cualquiera fuera de este círculo altamente selectivo y autoproclamado». Afirma que «el punto principal de los hípsteres es que ellos evitan las etiquetas y ser etiquetas. Sin embargo, todo ellos visten lo mismo y actúan igual, y se conforman en su no conformidad» hacia un «aspecto vintage, sensiblero, cuidadosamente cuidado e icónico».

### Rob Horning
Rob Horning desarrolló una crítica del hipsterismo en su artículo «La muerte del hipster» publicado en abril de 2009 en PopMatters, explorando varias posibles definiciones para el hípster. Reflexionó que el hípster quizás sea la «personificación del posmodernismo como una fuerza gastada, revelando lo que pasó cuando la mezcla y la ironía los cansa como estética», o quizás sea «una especie de punto intermedio cultural permanente en el último capitalismo de carácter mediático, vendiendo fuentes alternativas de poder social desarrolladas por grupos forasteros, exactamente como los «negros blancos» presentado por Norman Mailer realizado para los hípsteres originales y prepeyorativos —negros...» Horning también propone que el papel de los hípsteres quizás sea para «apropiarse de las nuevas formas culturales capitales, entregándolas al mainstream mediático en una forma comercial y desnudando a sus inventores... del poder y la gloria». Horning argumenta que «el problema con los hipsters» es la «forma en que ellos reducen la particularidad de cualquier cosa de la que tu quizás seas curioso sobre algo o invertir en el mismo y triste denominador común de cómo lo "genial" es percibido» como «sólo otro significador de identidad personal». Además, argumentó que el «hípster es definido por carecer de autenticidad, por un sentido de retraso para la escena» o la forma que ellos transforman la situación en una «escena tímida, algo que otros pueden estudiar y explotar».

### Dan Fletcher
Dan Fletcher, en Time, parece apoyar esta teoría, postulando que las tiendas como Urban Outfitters tienen arraigada una cultura hípster, combinada, estilizada y producida por los medios de comunicación con partes de la cultura mainstream, de tal forma que oscurece sus orígenes, su arte alternativo de permanente fuerza y su escena musical. Según Fletcher, «los hípsteres se las arreglan para atraer un odio único en su intensidad. Los críticos han descrito al grupo vagamente definido como engreído, lleno de contradicciones y, por último, la muerte final de la civilización del oeste». Elise Thompson, un editor del blog angelino LAist argumenta que «las personas que han venido desde los movimientos punk rock de los setenta y ochenta parecen odiar universalmente a los hípsteres», que ella define como personas vistiendo «modas "alternativas" caras» para ir a los «bares más actualizados, geniales y últimos... [y] escuchar a la banda más actualizada, genial y última». Thompson argumenta que los hípsteres «no parecen suscribirse a alguna filosofía en particular... [o] género particular de música». En su lugar, ella argumentó que ellos son «soldados de la fortuna del estilo» que toman lo que sea mientras sea popular y está en el estilo, «apropiando el estilo» de los movimientos contraculturales pasados como punk, mientras «desechan todo lo que el estilo significa».

### Zeynep Arsel y Craig Thompson
A partir de la obra de Pierre Bourdieu y las teorías de cooptación de Thomas Frank, Zeynep Arsel y Craig Thompson argumentó que para segmentar y cooptar el mercado indie, los medios de comunicación y los vendedores se han dedicado a una «creación de mitos» comerciales y contribuyeron a la formación del discurso contemporáneo sobre los hípsteres. Ellos aprobaron este argumento usando un análisis del discurso histórico del término y su uso en la cultura popular basada en el ensayo de Arsel que fue publicado en 2007. Su argumento es que la representación contemporánea del hípster es generada a través de las narrativas de los medios de comunicación con diferentes intereses comerciales e ideológicos. En otras palabras, el hípster es menos que una categoría objetiva, y más que una mitología moderna de influencia mediática, formada ideológicamente y culturalmente que se apropia del campo de consumo indie y finalmente se transforma en una forma de estigma. Arsel y Thompson también entrevistaron a participantes de la cultura indie (DJs, diseñadores, escritores) para entender mejor cómo ellos se sienten sobre ser etiquetados como uno.
Sus búsquedas demostraron tres estrategias para la disociación del estereotipo hípster: discriminación estética, demarcación simbólica y soberanía proclamante.
Esas estrategias, apoderadas por el estatus de uno en el campo indie (o su capital cultural) permiten a esos individuales a defender sus gustos e inversiones culturales dependientes de la devaluadora mitología hípster. Su trabajo explica por qué las personas están de forma ostentosa formando el estereotipo hípster profusamente negando ser uno: la mitología hípster devalúa esos gustos e intereses y de esa manera, ellos tienden a distinguirse en lo social de esta categoría cultural y defender sus gustos de la devaluación sufrida. Para tener éxito en negar ser un hípster, mientras mira, actúa y consume como uno, esos individuales desmitifican sus existentes prácticas de consumo para dedicarse a la retórica y las práctica que diferencian simbólicamente sus acciones del estigma del hípster.

### Mark Greif
Mark Greif, uno de los fundadores de n+1 y profesor asistente en The New School, en una editorial de New York Times, declaró que el término hípster es a menudo usado por la juventud de contextos económicos disparejos para lograr una posición social determinada. Se pone en duda la naturaleza contradictoria de la etiqueta, de este modo sus miembros piensan que no son hípsteres: «Paradójicamente, aquellos que usaron el término como insulto fueron los mismos que a menudo tienden a parecer un hípster — ellos mismos visten pantalones ajustados y grandes lentes, se reúnen en pequeños grupos en grandes ciudades, y miran por encima del hombro a modas mainstream y "turistas"». Él cree que la muy citada dificultad para analizar el término se vale de hechos que cualquiera intenta hacer para provocar ansiedad universal, desde que «llamó a todos». Como Arsel y Thompson, él partió de la Distinction: A Social Critique of the Judgement of Taste de Pierre Bourdieu para concluir:

Puedes ver cómo un barrio hípster es una encrucijada donde los jóvenes desde orígenes diferentes, todos juntos, maniobran para sacar ventaja de una posición social. Una estrategia de un subgrupo hípster es criticar a otros como «universitarios graduados en artes liberales con demasiado tiempo en sus manos»; el ataque es nivelado en los niños de clase media alta, quienes se movieron a las ciudades después de la universidad con la esperanza de trabajar en «profesiones creativas». Esos hípsteres son instantáneamente rebajados, embalsados en lugares miserables e ignorados en la jerarquía urbana, pero capaces de usar habilidades de enseñanza universitaria de clasificación, colección y apreciación para generar un cuerpo superior de «cool» cultural.

Greig pone el término hípster en un marco socioeconómico fundamentado en la tendencia a la pequeña burguesía de una generación joven insegura de su futuro estatus social. Es conocido como «moderno» aquel que se identifique con sus ideologías de origen bohemio y sus vestimentas desarrapadas. La moda cultural es indicativa de una estructura social con una intensificada ansiedad económica y una disminuida movilidad de clase.

### Víctor Lenore
Víctor Lenore. Autor de "Indies, hipsters y gafapastas". Editorial Capitan Swing, 2014.
Describe a los hipsters como parte de una subcultura, que rebelde en apariencia, defiende valores individualistas y competitivos propios del capitalismo contemporáneo. Critica igualmente que defiende con orgullo un consumismo que quiere parecer selectivo, pero no se trata más que de un hecho elitista carente de cuestionamiento del status quo.
Los hipsters serían una falsa contracultura, que parece que se enfrenta a los valores dominantes, pero en realidad propone una versión más despiadada y esnob del capitalismo actual.